# Olaf Sabatschus
Olaf Sabatschus (* 2. Juni 1971 in Köln) ist ein ehemaliger deutscher Duathlet und Triathlet. Er ist deutscher Duathlon-Meister (1992), Vize-Weltmeister auf der Duathlon-Langdistanz (1995) und Ironman-Sieger.

## Werdegang
Olaf Sabatschus startete nach einigen Jahren moderner Fünfkampf und Schwimmen 1987 als 17-Jähriger in Kerpen bei seinem ersten Triathlon. Auch sein Zwillingsbruder Ingo Sabatschus ist als Triathlet aktiv. Nach dem Schulbesuch studierte er Ökotrophologie an der Universität Bonn. 
1992 startete er in Roth erstmals über die Langdistanz und er war seit 1992 als Triathlon-Profi aktiv. Im September 1995 wurde er in Zofingen in der Schweiz, Zweiter bei der Duathlon-Weltmeisterschaft über die Langdistanz.
Olaf Sabatschus organisierte Trainingscamps und unterstützt Athleten bei der Trainingsplanung. Der zweifache Familienvater Sabatschus war im November 2006 an Hodenkrebs erkrankt. Olaf Sabatschus konnte den Kampf gegen den Tumor gewinnen und feierte im Mai 2007 mit dem siebten Rang in Florianópolis beim Ironman Brasil sein Comeback. 2008 gewann er den Ironman China. 
Im Juli 2009 erklärte er nach dem Challenge Roth seine Profi-Karriere für beendet.
Von 2012 bis 2020 war er als Sportdirektor in einem Sporthotel auf Fuerteventura angestellt. Über den Bildungsträger ILS Hamburg machte er einen Zertifikatskurs zum Software-Entwickler. In dieser Funktion arbeitet er bei der Zauberberg GmbH seit 2024 in Havixbeck. Sein Wohnort ist Roetgen in NRW.

## Sportliche Erfolge
| Datum/Jahr    | Platz | Wettbewerb      | Austragungsort | Zeit | Bemerkung                                                                                       |
| ------------- | ----- | --------------- | -------------- | ---- | ----------------------------------------------------------------------------------------------- |
| 15. Juni 2008 | 3     | Bonn-Triathlon  | Bonn           |      |                                                                                                 |
| 17. Juni 2007 | 1     | Bonn-Triathlon  | Bonn           |      |                                                                                                 |
| 19. Juni 2005 | 2     | Bonn-Triathlon  | Bonn           |      |                                                                                                 |
| 20. Juni 2004 | 2     | Bonn-Triathlon  | Bonn           |      |                                                                                                 |
| 22. Juni 2003 | 1     | Bonn-Triathlon  | Bonn           |      |                                                                                                 |
| 2003          | 1     | Cologne Classic | Köln           |      | Triathlon über die Mitteldistanz                                                                |
| 16. Juni 2002 | 3     | Bonn-Triathlon  | Bonn           |      |                                                                                                 |
| 2001          | 1     | Cologne Classic | Köln           |      |                                                                                                 |
| 17. Juni 2001 | 3     | Bonn-Triathlon  | Bonn           |      |                                                                                                 |
| 18. Juni 2000 | 2     | Bonn-Triathlon  | Bonn           |      |                                                                                                 |
| 30. Mai 1999  | 1     | Bonn-Triathlon  | Bonn           |      | wegen Rheinhochwassers als Duathlon ausgetragen (10 km Laufen, 60 km Radfahren und 5 km Laufen) |
| 1996          | 1     | Cologne Classic | Köln           |      |                                                                                                 |

| Datum/Jahr    | Platz | Wettbewerb             | Austragungsort    | Zeit     | Bemerkung                                                 |
| ------------- | ----- | ---------------------- | ----------------- | -------- | --------------------------------------------------------- |
| 12. Juli 2009 | 6     | Challenge Roth         | Roth              | 08:06:01 |                                                           |
| 23. Mai 2009  | 3     | Ironman Lanzarote      | Puerto del Carmen | 08:59:03 | [ 4 ]                                                     |
| 25. Mai 2008  | 2     | Ironman Brasil         | Florianópolis     | 08:38:57 |                                                           |
| 20. Apr. 2008 | 1     | Ironman China          | Haikou            | 08:52:14 |                                                           |
| 2008          | 1     | Cologne 226            | Köln              | 08:31:00 | Triathlon über die Ironman-Distanz                        |
| 2008          | 1     | Inferno Triathlon      | Berner Oberland   | 08:53:17 |                                                           |
| 9. Sep. 2007  | 1     | Bodensee Tri Challenge | Rorschach         | 09:02:25 | Sabatschus konnte seinen Sieg aus dem Vorjahr wiederholen |
| 27. Mai 2007  | 7     | Ironman Brasil         | Florianópolis     |          | erfolgreiches Comeback                                    |
| 10. Sep. 2006 | 1     | Bodensee Tri Challenge | Rorschach         | 08:44:34 | [ 6 ]                                                     |
| 28. Mai 2006  | 3     | Ironman Brasil         | Florianópolis     | 08:25:28 |                                                           |
| 28. Mai 2005  | 1     | Ironman Brasil         | Florianópolis     | 08:50:56 |                                                           |
| 16. Okt. 2004 | 13    | Ironman Hawaii         | Hawaii            | 09:12:33 |                                                           |
| 28. Aug. 2004 | 3     | Ironman Canada         | Penticton         |          |                                                           |
| 4. Juli 2004  | 3     | Ironman Austria        | Klagenfurt        | 08:21:54 |                                                           |
| 29. Mai 2004  | 1     | Ironman Brasil         | Florianópolis     | 08:19:32 |                                                           |
| 2003          | 2     | Ironman Brasil         | Florianópolis     |          |                                                           |
| 19. Okt. 2002 | 10    | Ironman Hawaii         | Hawaii            | 08:46:18 |                                                           |
| 7. Juli 2002  | 3     | Ironman Austria        | Klagenfurt        | 08:27:05 |                                                           |
| 12. Juli 1999 | 2     | Ironman Austria        | Klagenfurt        | 08:07:45 |                                                           |
| 1. Okt. 1994  | 5     | Ironman Hawaii         | Hawaii            | 08:34:42 |                                                           |
| 30. Okt. 1993 | 10    | Ironman Hawaii         | Hawaii            | 08:34:08 |                                                           |
| 1992          |       | Ironman Europe         | Roth              | 08:27    |                                                           |

| Datum/Jahr   | Platz | Wettbewerb                                     | Austragungsort | Zeit     | Bemerkung                                                                                                 |
| ------------ | ----- | ---------------------------------------------- | -------------- | -------- | --- |
| 2001         | 3     | Powerman Zofingen                              | Zofingen       |          | |
| 5. Nov. 2000 | 4     | Powerman Gran Canaria                          | Gran Canaria   | 02:31:40 | |
| 2000         | 3     | Powerman Zofingen                              | Zofingen       |          | Dritter bei der Duathlon-Weltmeisterschaft über die Langdistanz                                           |
| 2000         | 1     | Powerman Japan                                 | Japan          |          | |
| 1995         | 2     | ITU Long Distance Duathlon World Championships | Zofingen       |          | Vize-Weltmeister hinter dem Schweizer Urs Dellsperger beim Powerman Zofingen                              |
| 1992         | 1     | DTU Deutsche Duathlon-Meisterschaften          | Deutschland    |          | Deutscher Duathlon-Meister auf der Kurzdistanz (10 km erster Lauf, 40 km Radfahren und 5 km zweiter Lauf) |

| Datum/Jahr   | Platz | Wettbewerb            | Austragungsort | Zeit     | Bemerkung            |
| ------------ | ----- | --------------------- | -------------- | -------- | -------------------- |
| 4. Dez. 1999 | 1     | Siebengebirgsmarathon | Aegidienberg   | 02:43:03 |                      |
| 6. Apr. 1997 | 1     | Hannover-Marathon     | Hannover       | 01:04:51 | Sieg im Halbmarathon |